# 朶甘
朶甘（ドカム、チベット語: མདོ་ཁམས, ラテン文字転写: dokham, ワイリー方式: mdo khams）は、中国文献に見られる古地名で、アムドとカムの総称。
『明史』西域伝には「朶甘は四川よりはるか遠方にあり、南は烏斯蔵と接する。唐代に吐蕃と呼ばれていた土地。元代に宣慰司・招討司・元帥府・万戸府がおかれ、分担して住民を統治した」との記録がある。また、鄧愈の招諭によって1370年に明代に帰附した（従った）と記されている。